# Voyria
Voyria es un género  de plantas fanerógamas perteneciente a la familia Gentianaceae.  Comprende 48 especiess descritas y de estas, solo 19 aceptadas.

## Descripción
Son hierbas perennes, erectas, saprófitas, sin clorofila. Hojas opuestas o las inferiores a veces alternas, pequeñas, más o menos connadas en la base, escamiformes. Inflorescencias dicasios o monocasios terminales, flores pocas a 30 o una flor solitaria y terminal, brácteas y bractéolas en general presentes y similares a las hojas foliadas aunque más pequeñas, flores erectas, (4–) 5 (–7)-meras, pediceladas; cáliz tubular a campanulado, persistente, a veces con escamas discoides internas en la base; corola hipocraterimorfa (en Nicaragua) a infundibuliforme, mucho más larga que el cáliz, marcescente o caduca, lobos patentes a recurvados o raramente erectos; estambres generalmente inclusos, adheridos al tubo de la corola, filamentos conspicuos o ausentes, anteras libres o cohesionadas por abajo del estigma, introrsas; ovario 1-locular, estilo filiforme. Cápsula fusiforme a globosa, dehiscencia septicida o indehiscente.

## Taxonomía
El género fue descrito por  Jean Baptiste Christophore Fusée Aublet y publicado en Histoire des Plantes de la Guiane Françoise 1: 208–211, pl. 83. 1775.

## Especies seleccionadas
- Voyria acuminata
- Voyria alba
- Voyria allenii
- Voyria angustiflora
- Voyria angustiloba
- Voyria aphylla